# Dygoris barrettii
Dygoris barrettii är en fjärilsart som beskrevs av Dannatt 1900. Dygoris barrettii ingår i släktet Dygoris och familjen praktfjärilar. Inga underarter finns listade i Catalogue of Life.